# Diana (pel·lícula)
Diana és un drama biogràfic de 2013 dirigit per Oliver Hirschbiegel sobre els dos últims anys de la vida de Diana de Gal·les. La història està basada en la novel·la de Kate Snell Diana: Her Last Love i guionitzada per Stephen Jeffreys. L'actriu Naomi Watts protagonitza la pel·lícula en el paper de Diana.
L'estrena mundial va tenir lloc el 5 de setembre de 2013 a Londres.

## Argument
1 de setembre de 1995: La princesa Diana de Gal·les coneix el cirurgià pakistanès Hasnat Khan mentre visita el Royal Brompton Hospital de Londres. Oficialment separada del príncep Carles des del desembre de 1992, Diana troba en Hasnat l'estabilitat que no té la seva vida i fa de la medicina una raó de viure. Dedica més temps als més desfavorits, als malalts i a les víctimes de guerra. Viatja a Angola, Austràlia, el Pakistan, Nova York, Bòsnia i Itàlia.
La relació entre ells dos s'enforteix i es manté en secret. Tanmateix, l'agost de 1996 el seu divorci es fa públic i Diana vol creure que un futur amb Hasnat és possible. Ell l'estima per si mateixa, amb els seus defectes i virtuts, indiferent a la imatge principesca que ella encarna als ulls del món.
Però Hasnat és un home senzill i desitja passar desapercebut. Sap que si la seva relació amb Diana es fa pública, els periodistes i paparazzis faran cua davant la seva porta cada dia. Així, seguint el consell de la seva família, Hasnat diu a Diana que no poden seguir junts.
Decebuda, Diana es refugia en Dodi Al Fayed. Tot i que no l'estima, la premsa aviat parla de casament. El seu accident al Pont de l'Alma de París però, trenca el seu destí. Poca gent sabia que, en realitat, Diana intentava encara tornar amb Hasnat.
6 de setembre de 1997: un home amagat darrere les seves ulleres de sol assisteix als funerals de Diana. Gairebé ningú reconeix a Hasnat Khan.

## Repartiment
- Naomi Watts: Diana de Gal·les
- Naveen Andrews: Hasnat Khan
- Cas Anvar: Dodi Fayed
- Laurence Belcher: Príncep Guillem[3]
- Harry Holland: Príncep Enric[3]
- Douglas Hodge: Paul Burrell[5]
- Geraldine James: Oonagh Toffolo
- Charles Edwards: Patrick Jephson
- Mary Stockley: Ajudant

## Producció
El guió està basat en el llibre de Kate Snell Diana: Her Last Love i escrit per Stephen Jeffreys. Robert Bernstein i Douglas Rae són els productors de la pel·lícula a través d'Ecosse Films. L'actriu angloaustraliana Naomi Watts va ser escollida pel paper principal de Diana de Gal·les.
Les escenes claus de Lady Di al iot de Dodi Fayed es van rodar al luxós iot de 45m Princess Iolanthe. Les escenes d'obertura i finalització de la pel·lícula que van tenir lloc a la Suite Imperial de l'Hotel Ritz de París es van filmar a la Fetcham Park House de Fetcham, Surrey.